# تزاوج بين أتباع أديان مختلفة

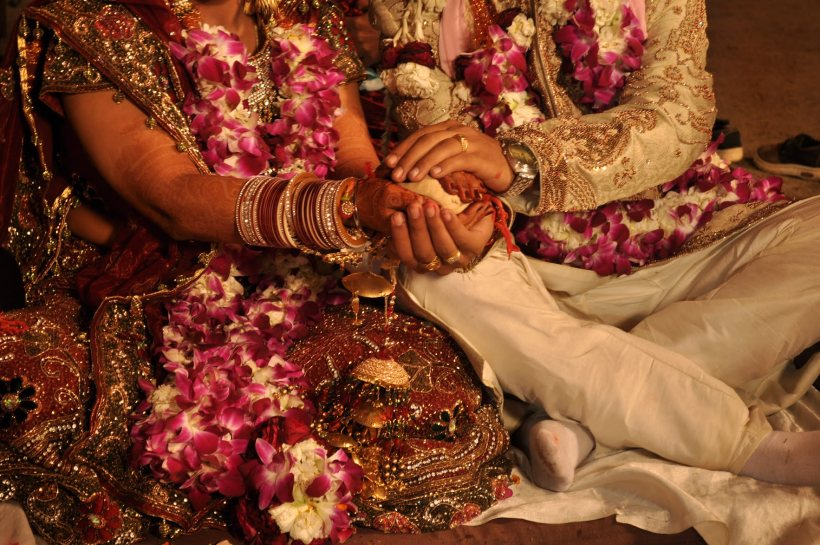
تزاوج بين أتباع ألديانات المختلفة

التزاوج بين أتباع أديان مختلفة ويسمى أيضًا «التزاوج المختلط» هو الزواج بين زوجين كل منهما ينتمي إلى ديانة تختلف عن ديانة الآخر. مع أن التزاوج بين أتباع أديان مختلفة عادة يتم تعاقده كزواج مدني، إلا أنه أحيان يتعاقد كزواج ديني. هذا يتوقف على سياسة التحريم تجاه الزواج لدى ديانة واحدة (أو كليهما)، حسب العقيدة أم التقاليد.
في الزواج بين أتباع الأديان المختلفة، كل زوج عادة لا يزال ينتمي إلى ديانته؛ باستثناء الزواج الذي يعتنق فيه زوج من الزوجين ديانة الآخر. التزاوج بين أتباع أديان مختلفة كذلك يختلف عن الاستيعاب الديني والاستيعاب الثقافي والردة. ومع أنها مختلفة، فهذه الأمور ما زالت متصلة بنواح من التزاوج بين أتباع أديان مختلفة. والتزاوج بين أتباع أديان مختلفة يختلف أيضًا عن التزاوج بين زوجين من أعراق مختلفة أو التزاوج بين زوجين من أصول مختلفة (اللتين تعرفان أيضًا باسم «الزواج المختلط»)، لأن الزوجين قد يكونان من نفس العرق ويكون لهما نفس الأصل أو نفس الأصول.

## حقوق الإنسان
طبقًا لبند للمادة 16 من الإعلان العالمي لحقوق الإنسان، النساء والرجال الذين بلغوا سن البلوغ لهم حق الزواج «بلا قيود تعزى إلى العرق أو الوطنية أو الديانة.» مع أن معظم محتوى المادة 16 منقول حرفيًا للمادة 23 من العهد الدولي الخاص بالحقوق المدنية والسياسية، الإشارة إلى القيود العرقية أو الدينية حذفت.